# 德拉菲爾德鎮區 (明尼蘇達州傑克遜縣)
德拉菲爾德（英語：Delafield Township）是位於美國明尼蘇達州傑克遜縣的一個行政鎮區。

## 地方資料
德拉菲爾德的面積為90.85平方千米，當中陸地面積為89.91平方千米，而水域面積為0.94平方千米。根據2020年美國人口普查的數據，當地共有人口223人，而人口密度為每平方千米2.45人。